# Tillandsia sangii
Tillandsia sangii là một loài thực vật có hoa trong họ Bromeliaceae. Loài này được Ehlers mô tả khoa học đầu tiên năm 2003.